# كباب الكرز
كباب الكرز هو نوع خاص من الكباب، الذي يتكون من لحم الضأن المفروم والكرز. الاسم الأصلي باللغة العربية هو كباب بكرز، وتشمل الأسماء والأصناف الإضافية الكباب garaz (اليهودية) الكباب con cerezas (المكسيكية)، وفيشناه كباب (الأرمنية).

## مكان التواجد
كباب الكرز هو طبق أصله من حلب، وهي مدينة في الشمال الغربي من سوريا. يحظى الطبق بشعبية كبيرة عند الأرمن في سوريا واليهود السوريين. تنتمي مأكولات دمشق إلى المطبخ المشرقي (المعروف أيضا باسم شرق البحر الأبيض المتوسط) والذي يشمل المزيد من المناطق مثل قبرص وإسرائيل والأردن ولبنان وفلسطين وجزء من جنوب تركيا. لذلك، تم العثور على كباب الكرز أيضا في تلك المناطق. في الجزء اليهودي من القدس ، الطبق شائع جدا ، وقد جلبه اليهود الليبيين في أواخر القرن التاسع عشر أو أوائل القرن العشرين ، ويطلق عليه لقباب دبديبان ، ويتم إجراء الاختلاف القدسي مع السماق ، مما يجعله أكثر تعكرا.

## الخصوصية
كباب الكرز هو إعداد يشبه الحساء. محددة من هذا الطبق هو أن النسخة الحقيقية من كباب الكرز يتطلب استخدام الكرز سانت لوسي. سانت لوسي الكرز (برونوس سيراسوس) هو صغير (8-10mm طويلة)،ovoid، مريرة، قرمزي اللون الكرز، أصغر من نظيرتها الحلوة. ويأتي في عدة أصناف، بما في ذلك حلب، مونتمورنسي وموريلو. لأنه حلو وحامض في نفس الوقت ، فإنه يمزج تماما مع ثراء الحمل. الكرز تعطي جميلة مشرق الأرجواني الأرجواني اللون لهذا الطبق.